# Operclipygus propygidialis
Operclipygus propygidialis är en skalbaggsart som först beskrevs av Hinton 1935.  Operclipygus propygidialis ingår i släktet Operclipygus och familjen stumpbaggar. Inga underarter finns listade i Catalogue of Life.